# 沙格新村
沙格新村（匈牙利語：Ságújfalu）是匈牙利诺格拉德州所辖的一个村。总面积12.03平方公里，总人口1080，人口密度89.8人/平方公里（2011年1月1日）。